# 佐々木秀一 (実業家)
佐々木 秀一（ささき ひでいち、1913年（大正2年）9月17日 - 1996年（平成8年）12月19日）は、日本の実業家。佐々木硝子（現・東洋佐々木ガラス）社長、会長を務めた。

## 来歴
1937年（昭和12年）慶應義塾大学経済学部を卒業後、家業の佐々木硝子店に入社。1947年佐々木硝子に改組し、社長に就任。1957年（昭和32年）にはアジア初となるタンブラーグラス生産の自動化を行い、これにより佐々木硝子は成長した。1983年（昭和58年）に会長に就任。
社業以外では東京商工会議所副会頭を務めたほか、1968年（昭和43年）に藍綬褒章、1984年（昭和59年）に勲二等旭日重光章を受章している。

### 略歴
- 1913年（大正2年）9月17日生[2]
- 1937年（昭和12年）3月 - 慶應義塾大学経済学部卒[3]
- 1937年（昭和12年）4月 - 合名会社佐々木硝子店無限責任社員[3]
- 1943年（昭和18年）2月 - 佐々木工芸硝子株式会社取締役社長[3]
- 1947年（昭和22年）2月 - 佐々木硝子株式会社取締役社長[3]
- 1947年（昭和22年）5月 - 東京硝子製品卸商業協同組合理事長[12]
- 1955年（昭和30年）10月 - 東京商工会議所議員[3]
- 1958年（昭和33年）8月 - 佐々木クリスタル硝子株式会社取締役社長[3]
- 1959年（昭和34年）5月 - 日本硝子製品輸出組合理事長[3]
- 1966年（昭和41年）10月 - 佐々木オーエンズ硝子株式会社取締役社長[3]
- 1968年（昭和43年） - 藍綬褒章[2]
- 1969年（昭和44年）4月14日 - 日本産業デザイン振興会常務理事[4]
- 1969年（昭和44年） - 国際ロータリー第358地区ガバナー[5]
- 1973年（昭和48年）11月 - 東京商工会議所副会頭[3]
- 1975年（昭和50年）11月 - 東京珠算教育連盟会長[6]
- 1977年（昭和52年）6月 - Sasaki Crystal, inc.取締役会長[3]
- 1979年（昭和54年） - 東京都商品融資代表取締役[2]
- 1982年（昭和57年） - 東京商業活動調整協議会会長[2]
- 1983年（昭和58年）4月 - 佐々木硝子株式会社取締役会長[3]
- 1983年（昭和58年）6月 - 佐々木クリスタル硝子株式会社取締役会長[3]
- 1983年（昭和58年）6月 - 佐々木工芸硝子株式会社取締役会長[3]
- 1983年（昭和58年）7月 - 国際ロータリー在日財務代行者[7]
- 1984年（昭和59年）5月 - 東京実業連合会会長[3]
- 1984年（昭和59年） - 勲二等旭日重光章[2]
- 1985年（昭和60年） - 東京屋外広告協会会長[13]
- 1996年（平成8年）12月19日歿[2]